# Loren Bouchard
Loren Hal Bouchard (Nueva York, 10 de octubre de 1969) es un caricaturista, animador, actor de doblaje, guionista, productor, director de televisión y compositor estadounidense. Es conocido por varios programas de televisión animados y como cocreador de Películas Caseras (junto con Brendom Small). También es el creador de Bob's Burgers y Lucy, la hija del diablo.
Al abandonar la preparatoria, Bouchard trabajó como barman en 1993 cuando se topó con un maestro de su escuela, Tom Snyder. Snyder le preguntó a Bouchard si seguía dibujando, y entonces le ofreció una oportunidad de trabajar en unos cuantos cortos animados que Snyder estaba haciendo, texto adicional. Los cortos se desarrollaron en las primeras series de Bouchard, tales como Dr. Katz, terapeuta profesional el cual produjo. Acrédita a Jonathan Katz, H. Jon Benjamin y Tom Snyder como su mayor influencia. Dr. Katz estuvo al aire por 6 temporadas, de 1995 a 2000. También produjo una temporada de la Corte de la Ciencia, otro programa animado hecho por Soup2Nuts.
Casi al finalizar Dr. Katz, Bouchard y Brendon Small se agruparon para crear Home Movies (Películas Caseras). La serie fue inicialmente elegida por UPN, que la dejó después de 5 episodios; los siguientes ocho capítulos de la primera temporada, y las siguientes 3 temporadas fueron mostradas por Adult Swim. El show no fue renovado después de concluir la cuarta temporada en el 2004.
Después de terminar Películas Caseras, Bouchard lanzó otro piloto, Saddle Rash, que fue rechazada. Bouchar creó Lucy, la hija del diablo. El piloto del show fue creado el 30 de octubre de 2005, pero no fue hasta septiembre del 2007 que el show debutó en Adult Swim. Actualmente participa como productor en el programa de HBO, The Ricky Gervais Show.
Bouchard es actualmente el productor de la serie Bob's Burgers, la cual se estrenó el 9 de enero de 2011 en Fox.